# 统一驱动程序接口
统一驱动程序接口（Uniform Driver Interface，UDI）是一个由多家公司开发的项目，目的是为驱动程序定义一个可移植接口。该项目目前已失效。
统一驱动程序接口允许设备驱动程序跨越硬件平台和操作系统操作系统移植，而无须更改任何驱动程序源代码。在多个操作系统、平台和设备硬件供应商的参与下，UDI旨在成为首个可大规模实现这种可移植性的接口。UDI为驱动程序提供了具有良好定义的接口封装环境，这些接口将驱动程序与操作系统策略以及平台和I/O总线的依赖关系隔离开来。原则上，这允许驱动程序完全独立于操作系统开发。此外，UDI架构旨在将驱动程序与平台细节隔离，例如字节序、直接記憶體存取（DMA）实现、多处理，中断实现和I/O总线拓扑。
虽然UDI可能潜在地有益于开源操作系统，例如为Linux和*BSD提供更多公司的驱动程序支持，但一些开放源代码/自由软件倡导者担心UDI将导致封闭源代码驱动的扩散和公司减少对开源的支持，削弱自由软件和开源运动。理查德·斯托曼（自由软件运动领导者）称该项目不会使自由软件运动受益。